# Mohamed Ben Ali
Mohamed Aymen Ben Ali (arab. محمد أيمن بن علي;ur. 12 lipca 1999) – tunezyjski zapaśnik walczący w stylu klasycznym. Brązowy medalista mistrzostw Afryki w 2023 roku. 